# 斯圖爾·埃米爾自走炮
VK3001(H) 12.8cm自走砲（德語：12.8 cm Selbstfahrlafette auf VK3001(H)），又稱斯圖爾·埃米爾，是一款德國於二戰期間研發的反坦克自走炮。這款自走炮使用了VK 3001 (H)的底盤，主炮是一門128毫米 PaK40 L/61戰車炮。1942年中期，德軍曾將兩輛斯圖爾·埃米爾的原型車送往東線戰場進行測試。這兩輛原型車在測試中表現良好，但最後德軍因為更加看好虎I坦克而放棄了將這款自走炮投入量產的計劃。

## 歷史
在德軍棄置了VK 3001 (H)的設計方案之後，他們發現還有一些VK 3001 (H)的底盤可以拿來利用。從1941年8月開始，亨舍爾和萊茵金屬開始着手對兩輛VK 3001 (H)進行改造。改造工作次年3月完成，改裝後的車輛即VK 3001 (H) 12.8cm自走砲。在當年中期，這兩輛自走炮被送往了東線戰場進行測試。它們分別被分配到第521重戰車營和德國第二裝甲師中。儘管這兩輛原型車在測試中的表現讓人滿意，但因為德軍更加看好虎I坦克，故這款坦克最終沒能夠投入量產。被分配到第二裝甲師中的斯圖爾·埃米爾後來在戰鬥中被毀，而另外一輛則是在1943年1月於斯大林格勒地區被蘇軍繳獲。

## 性能
斯圖爾·埃米爾式自走炮由5名乘員操作，由一臺300匹的邁巴赫HL116 6缸水冷汽油機提供動力。在它的底盤後部有一個敞口的戰鬥室。斯圖爾·埃米爾式自走炮的主炮是一門改裝自高射炮的128毫米 PaK40 L/61戰車炮，另配有一挺7.92毫米MG34通用機槍。這款自走炮備有15-18發炮彈，主炮可以在1000米距離外擊穿150毫米的裝甲。為了將128毫米火炮裝上斯圖爾·埃米爾，它使用的VK3001H坦克底盤事先進行過改造。改造內容包括增加一對負重輪以及擴大底盤的尺寸。

## 現狀
蘇軍曾在1943年繳獲了一輛斯圖爾·埃米爾。這輛斯圖爾·埃米爾一直保存至今，它現在正於俄羅斯的庫賓卡坦克博物館中展出。

## 外部連結
- 斯圖爾·埃米爾式自走炮的圖片 （页面存档备份，存于）